# Inre Doliasjön
Inre Doliasjön är en sjö i Lycksele kommun i Lappland och ingår i Öreälvens huvudavrinningsområde. Sjön har en area på 0,0984 kvadratkilometer och ligger 434,3 meter över havet.

## Delavrinningsområde
Inre Doliasjön ingår i det delavrinningsområde (716012-160138) som SMHI kallar för Ovan Doliabäcken. Medelhöjden är 467 meter över havet och ytan är 26,27 kvadratkilometer. Räknas de 7 avrinningsområdena uppströms in blir den ackumulerade arean 152,29 kvadratkilometer. Granån (Norrån) som avvattnar avrinningsområdet har biflödesordning 2, vilket innebär att vattnet flödar genom totalt 2 vattendrag innan det når havet efter 205 kilometer. Avrinningsområdet består mestadels av skog (64 procent) och sankmarker (30 procent). Avrinningsområdet har 0,87 kvadratkilometer vattenytor vilket ger det en sjöprocent på 2 procent.